# Xã Roome, Quận Polk, Minnesota
Xã Roome (tiếng Anh: Roome Township) là một xã thuộc quận Polk, tiểu bang Minnesota, Hoa Kỳ. Năm 2010, dân số của xã này là 177 người.